# 182. jaktflygdivisionen
182. jaktflygdivisionen även känd som Rudolf Blå var en jaktflygdivision inom svenska flygvapnet som verkade i olika former åren 1948–1968. Divisionen var baserad på Tullinge flygplats sydväst om Stockholm.

## Historik
Rudolf Blå var 2. divisionen vid Södertörns flygflottilj (F 18), eller 182. jaktflygdivisionen inom Flygvapnet. Divisionen bildades den 29 april 1948, och beväpnades till en början med J 22. Ett flygplan som flögs fram till 1950, då flottiljens samtliga divisioner tog steget in i den så kallade jetåldern, genom en ombeväpningen till J 28B Vampire. Vampire blev kortvarig vid divisionen, då den redan 1956 ersattes av J 34 Hunter. År 1963 ombeväpnades divisionen till J 35B Draken. I slutet av 1960-talet planerades att två av flottiljens divisioner skulle tillföras J 35F, och en division av ekonomiska skäl skulle utgå ur krigsorganisationen. Denna division blev Rudolf Blå, vilken upplöstes den 30 juni 1968.

## Materiel vid förbandet
| Jaktflygplan - 1948–1950: J 22 - 1950–1955: J 28B/C Vampire - 1956–1963: J 34 Hunter | - 1963–1964: J 35B´ Draken (så kallade B-prim) - 1964–1968: J 35B Draken |

## Förbandschefer
Divisionschefer vid 182. jaktflygdivisionen (Rudolf Blå) åren 1948–1968.
- 1948–1968: ???

## Anropssignal, beteckning och förläggningsort
| Rudolf Blå | 1948-04-29 | – | 1968-06-30 |

| 182. jaktflygdivisionen | 1948-04-29 | – | 1968-06-30 |

| Tullinge flygplats (F) | 1948-04-29 | – | 1968-06-30 |

## Galleri

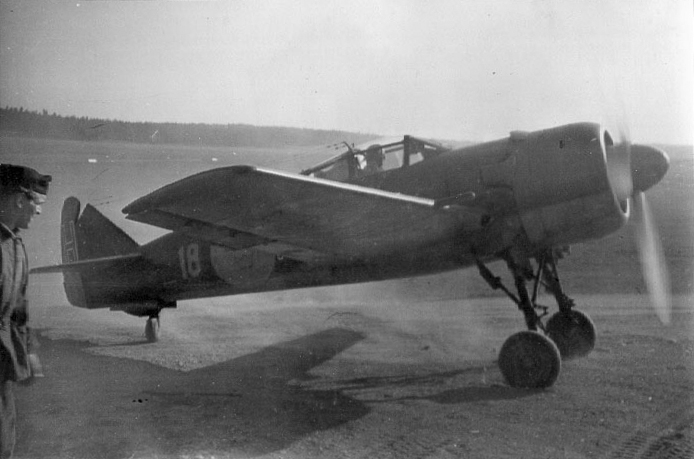
J 22 (1948–1950).
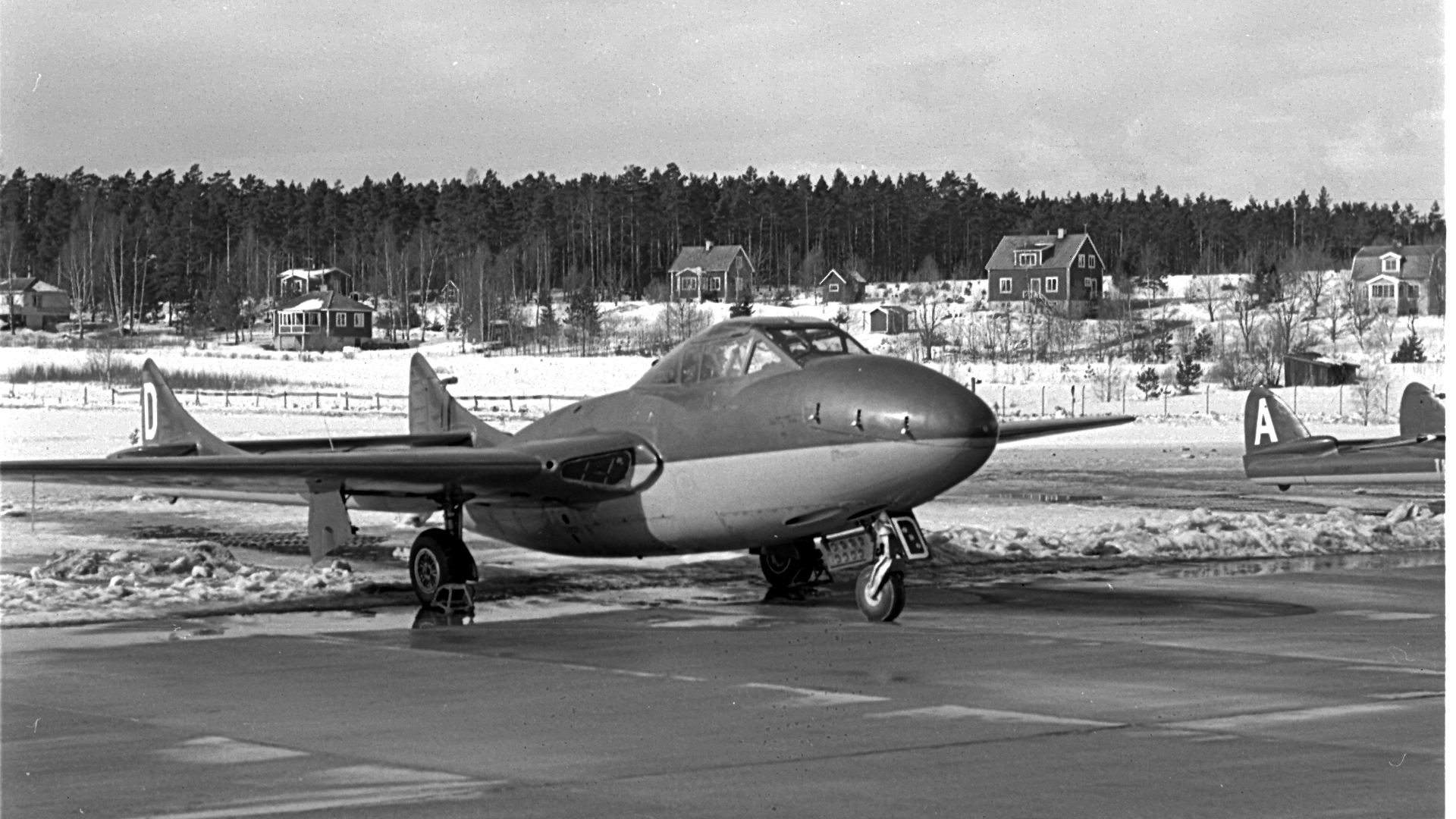
J 28 Vampire (1950–1956).
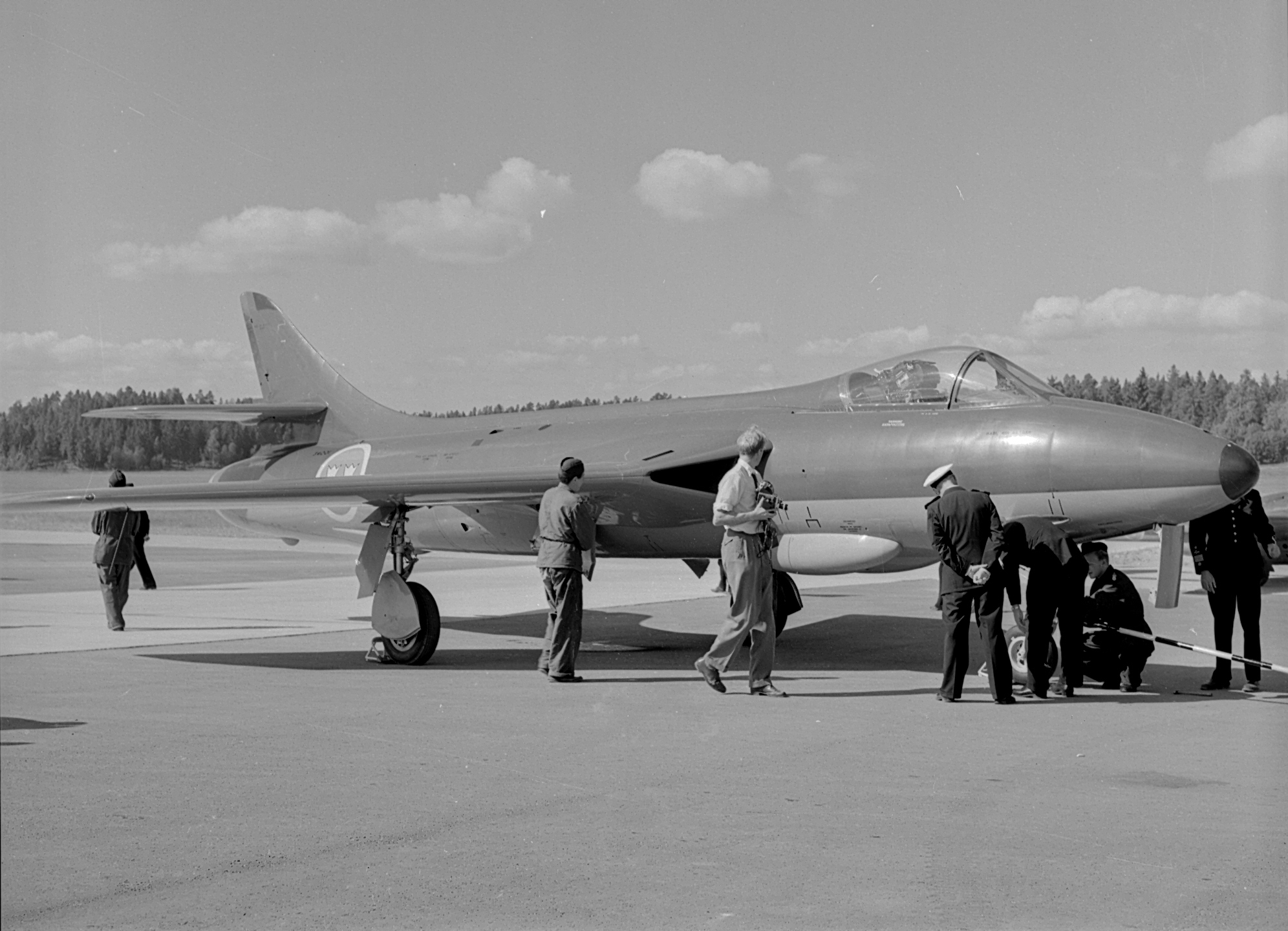
J 34 Hunter (1956–1962).
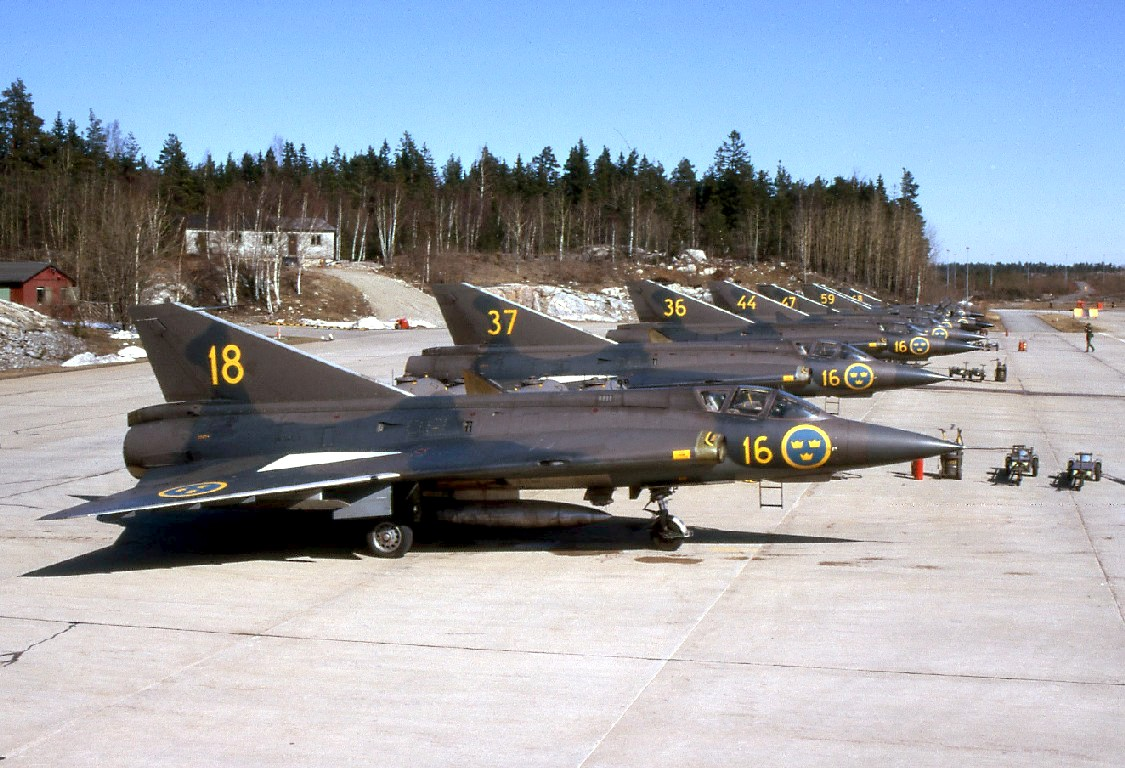
J 35 Draken (1962–1968).